# Kid Sister
Kid Sister, właśc. Melisa Young (ur. 3 lipca 1980 w Markham w stanie Illinois), amerykańska raperka oraz wokalistka pop i R&B. 
W dzieciństwie przeniosła się do Chicago, gdzie po raz pierwszy zetknęła się z hip-hopem. Sama zaczęła rapować w 2005. Przez pewien czas prowadziła program w muzycznej stacji MTV. Zadebiutowała singlem "Pro Nails", z występującym gościnnie Kanye Westem. Singiel od razu zdobył dużą popularność, wówczas to zainteresowała się nią Dowtown Records, z którym podpisała kontrakt na wydanie debiutanckiego albumu Dream Date (premiera zaplanowana na 22 lipca 2008). 

## Dyskografia
- Ultraviolet (2009)

### Single
| Rok  | Tytuł                                            | Album       | U.S. Hot 100 | U.S. Single Sales | UK Singles Chart |
| ---- | ------------------------------------------------ | ----------- | ------------ | ----------------- | ---------------- |
| 2007 | "Control"                                        | Ultraviolet | —            | —                 | —                |
| 2008 | "Pro Nails" (featuring Kanye West)               | Ultraviolet | —            | 21                | —                |
| 2008 | "Beeper" (The Count and Sinden feat. Kid Sister) | —           | —            | —                 | 69               |

## Nagrody/Nominacje
- BET Awards
  - 2008:Najlepsza żeńska raperka(Nominacja)